# 56a Brigada Mixta (Exèrcit Popular de la República)
La 56a Brigada Mixta va ser una unitat de l'Exèrcit Popular de la República creada durant la Guerra Civil Espanyola.

## Historial
La 56a BM va ser fundada el gener de 1937 en la zona d'Almeria, quedant al comandament del major de milícies Joaquín Pérez Martín-Parapar. El desembre de 1937 va ser assignada com a reserva de l'Exèrcit d'Extremadura. Seria dissolta a l'abril de 1938.
En la primavera de 1938 la numeració va ser adoptava per brigada mixta que operava amb la Divisió «Bellvís», en el Front del Segre. Va quedar assignada a la 56a Divisió del XII Cos d'Exèrcit, que constituïa reserva estratègica de l'Exèrcit de l'Ebre. La 56a BM va estar composta per forces d'infanteria de marina. Entre el 7 i el 22 de novembre de 1938 va participar en l'ofensiva republicana sobre el cap de pont de Seròs, que intentava alleujar la pressió franquista en el front de l'Ebre.
Quan el desembre de 1938 va començar la campanya de Catalunya, la divisió Littorio va trencar el front just en el sector guarnit per la 56a BM, a Seròs. Després de la ruptura del front es va retirar al costat de la 179a Brigada Mixta des de la Serra Grossa fins a Maials. Posteriorment es va unir a la retirada general republicana cap a la frontera francesa, on es perd el seu rastre.

## Comandaments
Comandants
- Major de milícies Joaquín Pérez Martín-Parapar
- Comandant honorari d'infanteria de marina Tomás Cañedo Cuevas

Comissaris
- Joaquín Palacios Martín